# Caradrina rjabovi
Caradrina rjabovi là một loài bướm đêm trong họ Noctuidae.